# Ghost Bath
Ghost Bath američki je depresivni black metal sastav iz Minota. Glazba im je kombinacija grubih elemenata black metala te atmosfernih elemenata post rocka.

## Povijest sastava
Sastav je osnovan 2012. godine te iduće objavljuje EP Ghost Bath. Prema riječima sastava, Ghost Bath označava "čin samoubojstva potapljanjem". U početku su tvrdili da su iz grada Chongqing u Kini te je njihov prvi studijski album Funeral 2014. godine objavila kineska diskografska kuća Solitude Productions. Idući album Moonlover sastav objavljuje 2015. pod licencijom njemačkog izdavača Northern Silence. Nakon što su kritičari pohvalili album, sastav je pridobio pažnju medija te su članovi grupe tada otkrili da su zapravo iz Sjeverne Dakote te da je frontmen Dennis Mikula. Godine 2016., poznata diskografska kuća Nuclear Blast nudi im ugovor te ponovo objavljuje posljednji album sastava, s novom pjesmom "Ascension". Frontmen sastava je izjavio da je album prvi iz trilogije koju planiraju snimiti. Skupina je također objavila i dva spota, za pjesme "Golden Number" i "Happyhouse". Svoj treći studijski album, nazvan Starmourner objavljuju u travnju 2017. godine, a idući Self Loather, posljednji u trilogiji koja je započela s albumom Moonlover, 2021. godine.

## Članovi sastava
Trenutačna postava
- Jaime — bas-gitara
- Taylor — bubnjevi
- Tim — gitara
- Donovan — vokali, gitara
- Dennis Mikula "Nameless" — vokali, gitara, klavijature

## Diskografija
Studijski albumi
- Funeral (2014.)
- Moonlover (2015., reizdanje 2016.)
- Starmourner (2017.)
- Self Loather (2021.)

EP-ovi
- Ghost Bath (2013.)

## Vanjske poveznice
- Službena stranica